# Řád věže a meče
Řád věže a meče, plným jménem Vojenský řád věže a meče, odvahy, věrnosti a zásluh (portugalsky Ordem Militar da Torre e Espada do Valor, Lealdade e Mérito) je portugalský státní řád a vyznamenání, přičemž původně se jednalo o rytířský řád.
Řád založil roku 1459 portugalský král Alfons V., ale již brzy upadl v zapomnění. Roku 1808 jej za napoleonských válek obnovil Jan VI. na památku zdárného příchodu královské rodiny do Brazílie a byl udělován za zásluhy Portugalcům, Brazilcům i cizincům. Údajně chtěl vyznamenat britského krále a jeho vojáky za pomoc při evakuaci, portugalské řády však bylo možno udělit pouze katolíkům a Britové byli protestanty; proto obnovil jediný dávný portugalský řád, který nebyl (spolu)založen papežem.
V letech 1843 až 1891 byl řádem Brazilského císařství pod názvem Císařský řád věže a meče.
Roku 1910 republika zrušila všechny královské řády, ale již roku 1917 (v souvislosti s 1. světovou válkou) byl řád obnoven, a to s prezidentem republiky jako velmistrem. V současné době má šest tříd:
- velkokříž s řetězem
- velkokříž
- velkodůstojník
- komandér
- důstojník
- rytíř